# Pieter Madou
Pieter Madou (Oedelem, 7 maart 1766 - Oostkamp, 21 mei 1804) was burgemeester van Oostkamp.

## Levensloop
Pieter Madou (ook soms Madoe geschreven) was de zoon van Pierre Madou en Anne Marie De Ryckere, die in 1760 in Oedelem trouwden. In 1788 trouwde hij in Oedelem met Jeanne de Delansussere en ze hadden verschillende kinderen.
Beroepshalve was Madou zoutzieder. 

## Burgemeester
Vanaf 1796 was Oostkamp de hoofdplaats van een kanton. In 1800 werd het een zelfstandige gemeente naar aanleiding van de afschaffing van de kantons en Pieter Madou werd burgemeester. Zijn adjuncten waren Jean-Baptiste Van Hove en Charles Beaucourt. Deze laatste volgde hem op als burgemeester, toen hij na vier jaar overleed. 